# Zurracapote

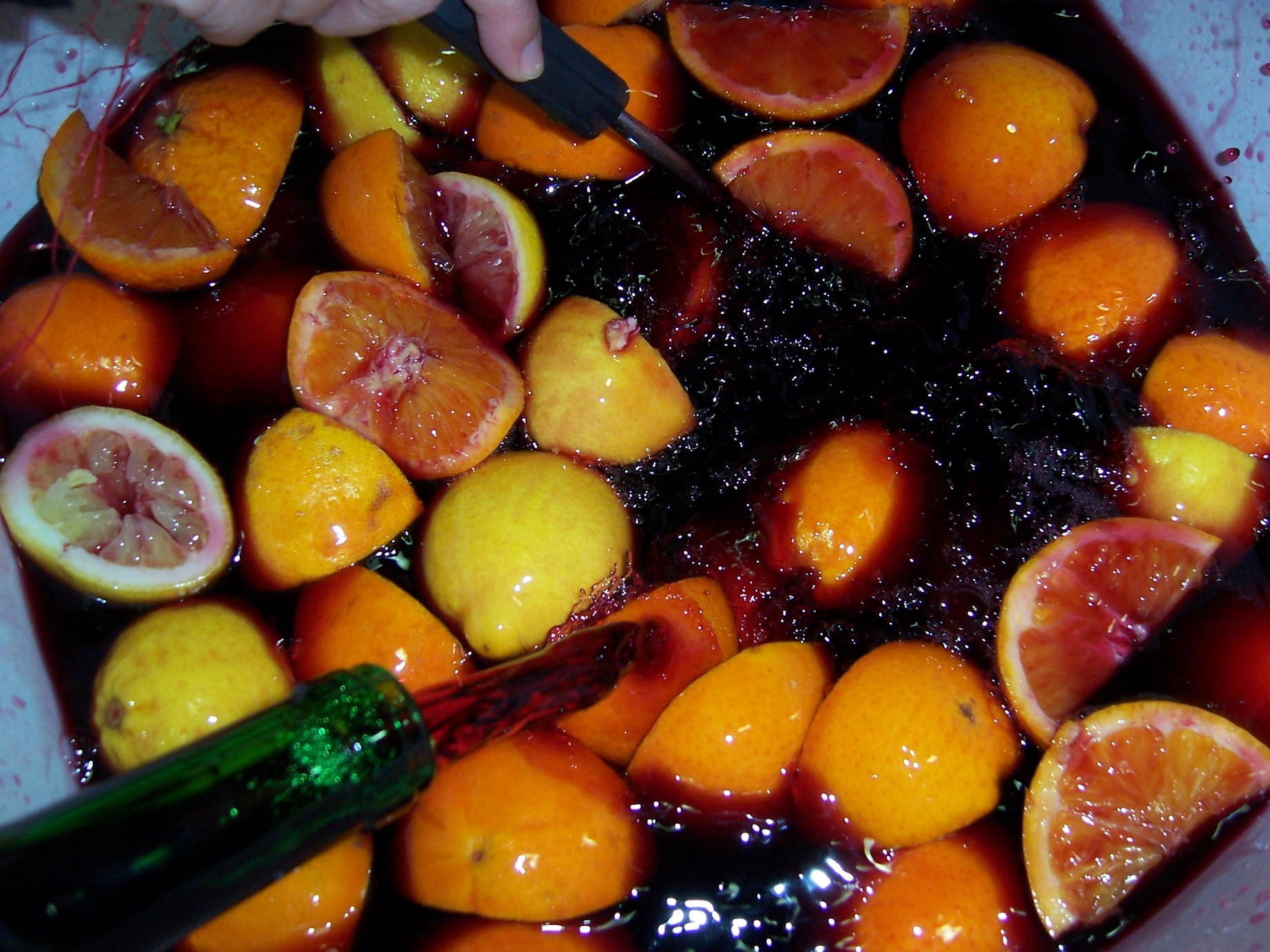
Préparation du zurracapote.

Le zurracapote (parfois abrégé en zurra) est une boisson populaire constitué d'un mélange de vin rouge et de fruits comme les pêches, les abricots, les pruneaux et les raisins secs. Le tout est relevé à la cannelle.

## Origine
C'est une boisson typique de La Rioja et elle est très populaire dans la province de Burgos, celle de Soria, la Ribera de Navarre ou le Pays basque. Elle se retrouve dans d'autres provinces espagnoles dont Albacete, le nord de Grenade, Jaén, Ciudad Real, Cuenca ou celle de Guadalajara.

## Préparation
Le vin et les fruits auxquels ont été ajoutés du sucre et de la cannelle doivent mariner ensemble pendant plusieurs jours. Selon les traditions locales, il peut y être ajouté d'autres boissons alcoolisées, du jus de fruits et des boissons gazeuses. Dans certains cas, on fait bouillir avant de la consommer.